# Mosiuoa Lekota

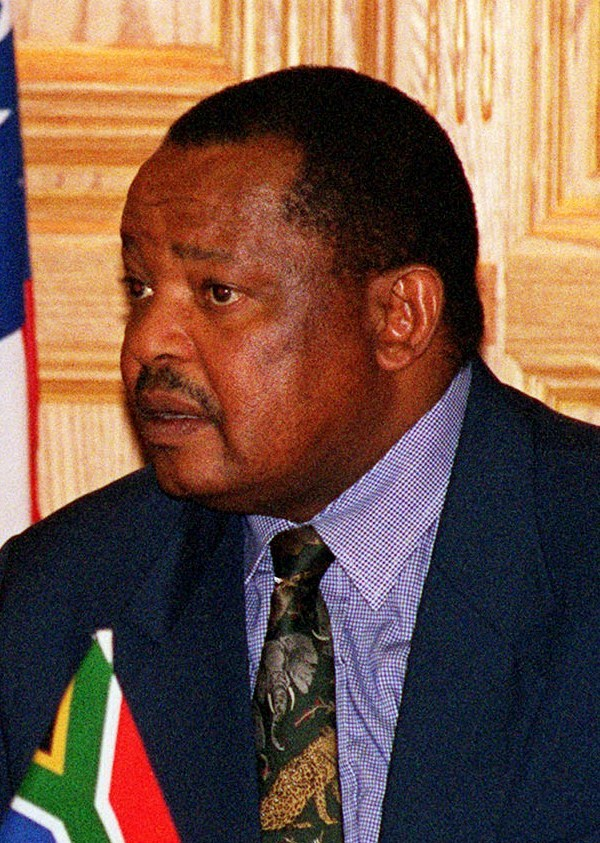
Mosiuoa Lekota (2000)

Mosiuoa Gerard Patrick Lekota (* 13. August 1948 in Kroonstad) ist ein südafrikanischer Politiker. Er ist Vorsitzender der Partei Congress of the People (COPE). Er gehörte bis Oktober 2008 dem African National Congress (ANC) an und war als ANC-Mitglied von 1994 bis 1996 Premierminister der Provinz Freistaat sowie von 1999 bis 2008 südafrikanischer Verteidigungsminister.
In seiner Jugend bekam Lekota den Spitznamen „Terror“, der sich auf seinen Stil auf dem Fußballplatz bezieht.
Lekota besuchte in seiner Kindheit eine Farmschule, zu der er täglich über eine größere Distanz laufen musste. Später ging er an eine katholische Missionsschule in Matatiele, die er mit Standard 8 absolvierte. 1968 begann sein letzter Schullaufbahnabschnitt am St Francis College in Mariannhill bei Pinetown, wo er 1969 sein Matric ablegte. Während dieser Zeit lernte Lekota Steve Biko kennen, der hier als Tutor für die Schüler tätig war. Dieser hatte einen großen Einfluss auf die Entwicklung seiner politischen Sichtweisen. Seit 1970 war Lekota als Teilzeitlehrer im College angestellt. Wenig später trug er sich für ein Jurastudium an der University of the North (Turfloop) ein. Mit einer Unterbrechung wegen Geldmangel studierte er 1972 weiter, jedoch mit dem Ziel eines sozialwissenschaftlichen Abschlusses.
Wegen seiner Tätigkeiten für den ANC und den Student Representative Council (SRC) wurde er 1972 im Verlaufe eines Studentenboykotts von der Universität verwiesen. Lekota ist verheiratet und hat drei Kinder mit seiner Frau Cynthia sowie ein Kind mit der früheren stellvertretenden CapeNature-Vorsitzenden Yasmina Pandy.

## Politischer Werdegang
Im Jahr 1974 folgte er Abram Onkgopotse Tiro als Koordinator der South African Students’ Organisation (SASO) nach, wurde jedoch im gleichen Jahr als Mitglied der SASO Nine festgenommen und wegen Verschwörung angeklagt. Er hatte Siegesfeiern für die mosambikanische Unabhängigkeitsbewegung Frelimo organisiert. Nach einem 17 Monate dauernden Prozess wurde er zu einer langen Gefängnisstrafe verurteilt und auf Robben Island inhaftiert. 1982 kam er wieder frei. 1983 wählte man Lekota zum Sprecher der neugegründeten Anti-Apartheid-Bewegung United Democratic Front. 1985 wurde er erneut festgenommen und später im Delmas Treason Trial zu einer zwölfjährigen Haftstrafe verurteilt, das Urteil wurde jedoch in der Berufung 1989 zurückgenommen.
1990 wurde Lekota zum Vorsitzenden des ANC in Süd-Natal und kurz darauf auch ins ANC National Executive Committee gewählt. Im folgenden Jahr wurde er zum Aufseher der ANC Intelligence und zum Vorsitzenden der ANC-Wahlkommission bestimmt. Nach den ersten freien Wahlen 1994 konnte Lekota das Amt des Premierministers der Provinz Freistaat erobern, das er vom 11. Mai 1994 bis zum 18. Dezember 1996 innehatte. Anschließend bekleidete Lekota das Amt des Vorsitzenden im National Council of Provinces von 1997 an, bis er 1999 zum südafrikanischen Verteidigungsminister ernannt wurde. Nach dem Rücktritt von Präsident Thabo Mbeki im September 2008 reichte auch Lekota zusammen mit zehn anderen Ministern seinen Rücktritt ein.
Am 8. Oktober 2008 gab Lekota bekannt, dass er eine nationale Versammlung einberufen werde, die die Gründung einer neuen Partei diskutieren solle. Daraufhin wurde er am 14. Oktober 2008 aus dem ANC ausgeschlossen. Auf der Gründungsversammlung der Partei Congress of the People (COPE) in Bloemfontein am 16. Dezember 2008 wählten die etwa 4000 Delegierten Mosiuoa Lekota zum Parteivorsitzenden. Die offizielle Registrierung als Partei und Anerkennung als solche durch die Independent Electoral Commission (IEC) erfolgte am 19. Dezember 2008.
Nach der Parlamentswahl in Südafrika 2009, bei der der COPE 30 Sitze in der Nationalversammlung erhielt, übernahm Lekota kein Mandat, sondern konzentrierte sich weiterhin auf den Aufbau der Partei. Im Jahr 2010 entwickelte sich ein Machtkampf um die Führung der Partei zwischen Lekota und seinem Stellvertreter Mbhazima Shilowa. Am 29. Mai 2010 sprachen die Delegierten eines Parteitages sich in einem Misstrauensvotum gegen Lekota als Vorsitzenden aus. Eine Woche später erklärte der Oberste Gerichtshof in Johannesburg dieses Votum aufgrund von Verfahrensfehlern für nichtig. Nachdem Mvume Dandala am 15. Juli 2010 vom Fraktionsvorsitz zurückgetreten war und sein Mandat niedergelegt hatte, kehrte Lekota in das Parlament zurück und übernahm auch den Fraktionsvorsitz. 2014 und 2019 wurde er erneut in die Nationalversammlung gewählt, der COPE erhielt aber nur noch drei bzw. zwei Sitze.